# Oreochromis urolepis
Espèce
Statut de conservation UICN

 NE  : Non évalué
Synonymes
Oreochromis urolepis est une espèce de poisson de la famille des cichlidae et de l'ordre des Cichliformes. Cette espèce est endémique de l'Afrique. Il fait partie des nombreuses espèces regroupées sous le nom de Tilapia.

## Répartition géographique
Cette espèce est endémique de l'Afrique. Cette espèce se rencontre dans la rivière Rufigi et ses affluents ; la rivière Kilombero et la Grande-Rivière Ruaha, mais pas dans le delta. Également dans les rivières Kingani, Mbenkuru et Wami en Tanzanie.

## Liste des sous-espèces
Auparavant, selon FishBase était reconnue l'espèce se divisant en 2 sous-espèces:
- Oreochromis urolepis hornorum
- Oreochromis urolepis urolepis